# 빛나는 길
빛나는 길(스페인어: Sendero Luminoso, SL), 공식적으로 페루 공산당(Partido Comunista del Perú, 약어 PCP)은 마르크스-레닌-마오주의와 곤살로 사상을 내세우는 페루의 극좌 정당이자 게릴라 그룹이다. 분석가들은 종종 같은 이름의 정당들과 구분하기 위해 페루 공산당 - 빛나는 길이라는 지칭을 사용한다.
1980년 처음 "인민전쟁"을 시작했을 때 빛나는 길의 목표는 게릴라전을 통해 정부를 전복하고 신민주주의 체제로 대체하는 것이었다. 빛나는 길은 프롤레타리아 독재를 수립하고 문화 혁명을 유도함으로써 종국에는 세계혁명을 촉발하여 완전한 공산주의에 도달할 수 있다고 믿었다. 빛나는 길의 대표자들은 당시 존재하던 사회주의 국가들은 수정주의적이며 빛나는 길이야말로 세계 공산주의 운동의 전위라고 주장했다. 빛나는 길의 이데올로기와 전술은 네팔 공산당(마오주의 센터) 및 혁명적 국제주의 운동 관련 조직과 같은 다른 마오이스트 반군 단체들에도 영향을 끼쳤다.
빛나는 길은 농민(1983년 루카나마르카 학살 등), 노동조합원, 경쟁 마르크스주의 단체, 선출직 공무원 및 일반 대중에 대한 폭력을 포함한 과도한 잔혹 행위로 널리 비난받아 왔다. 빛나는 길은 페루, 일본, 미국, 유럽 연합, 및 캐나다에 의해 테러 조직으로 간주되며, 이에 따라 이 집단에 대한 자금 및 기타 재정 지원이 금지되어 있다.
1992년 창립자 아비마엘 구스만(Abimael Guzmán)과 1999년 그의 후계자 오스카르 라미레스 두란드(Óscar Ramírez Durand)가 체포된 이후 빛나는 길의 활동은 쇠퇴했다.  잔존 집단인 페루 군사공산당(Militarizado Partido Comunista del Perú) 등의 조직이 VRAEM 등 일부 지역에서 여전히 활동 중이나 빛나는 길에 의한 농민 탄압 등 논란을 만회하기 위해 이전 정당의 유산으로부터 거리를 두고 있다.

## 같이 보기
- 테러조직 지정